# Звеничев
Звеничев (укр. Звеничів) — село в Репкинском районе Черниговской области Украины. Население 192 человека. Занимает площадь 1,91 км². Протекает река Свинка.
Код КОАТУУ: 7424480402. Почтовый индекс: 15071. Телефонный код: +380 4641.

## Власть
Орган местного самоуправления — Великовесский сельский совет. Почтовый адрес: 15073, Черниговская обл., Репкинский р-н, с. Великая Весь, ул. Черниговская, 44а.

## Достопримечательности
В 2,3 км от восточной окраины села в урочище Южный Замглай находится Звеничевское городище, археологический памятник (VI—IV вв. до н. э.).